# Evasterias echinosoma
Evasterias echinosoma — вид морских звезд из отряда Forcipulatida. В ископаемом состоянии неизвестны.
Размах лучей у отдельных особей свыше 80 см. Лучей 5, они толстые и довольно длинные. Центральный диск небольшой. На нижней стороне лучей за маргинальными пластинками проходит несколько (от 3 до 7) рядов пластинок. На каждой такой пластинке есть 1 или 2 крепких иглы. Верхняя сторона тела окрашена в тёмно-красный цвет с малиновым оттенком.
Обивает в северной части Тихого океана: от Аляски до залива Петра Великого.
Ядовита, при употреблении в пище может вызвать у человека отравление, не является объектом промысла. Охранный статус вида не оценивался.

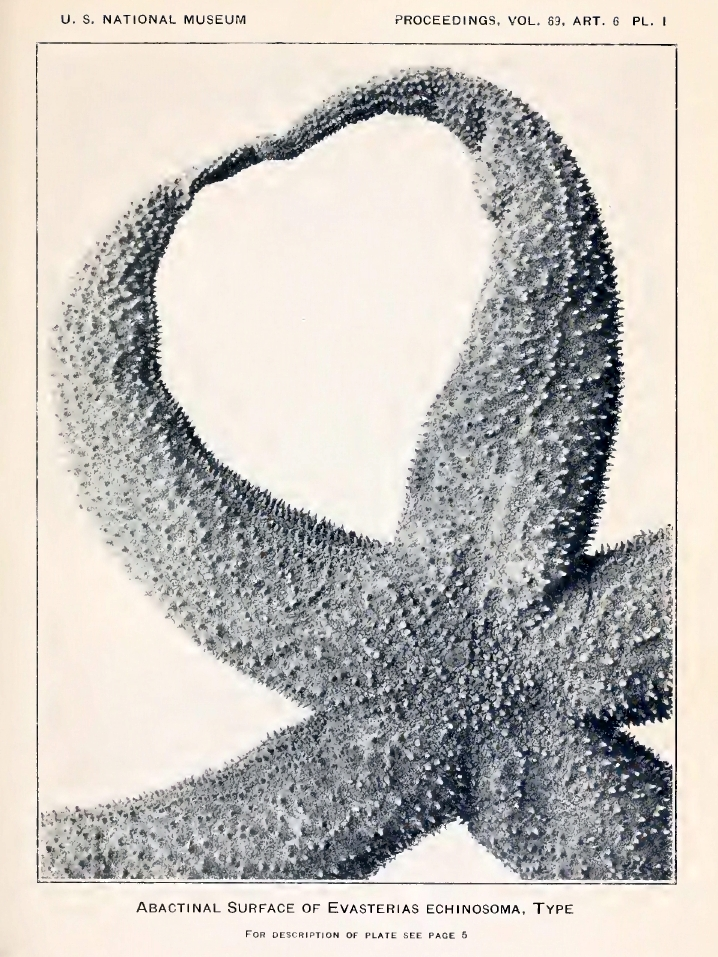
Фотография верхней стороны голотипа из первоописания
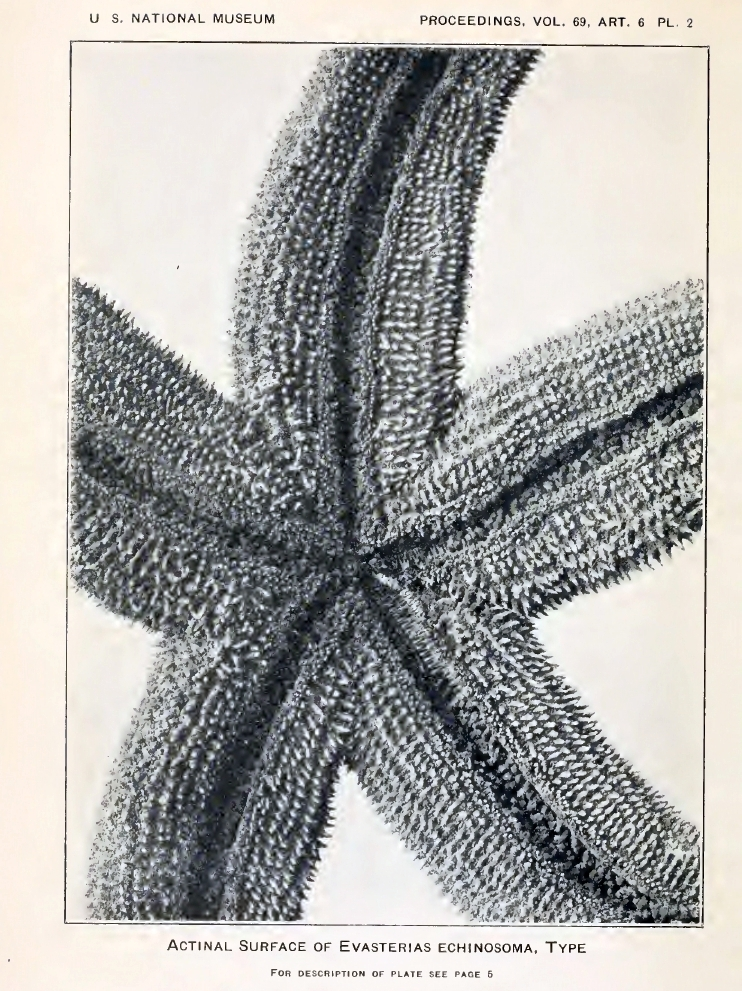
Фотография нижней стороны голотипа из первоописания